# Hideki Okada

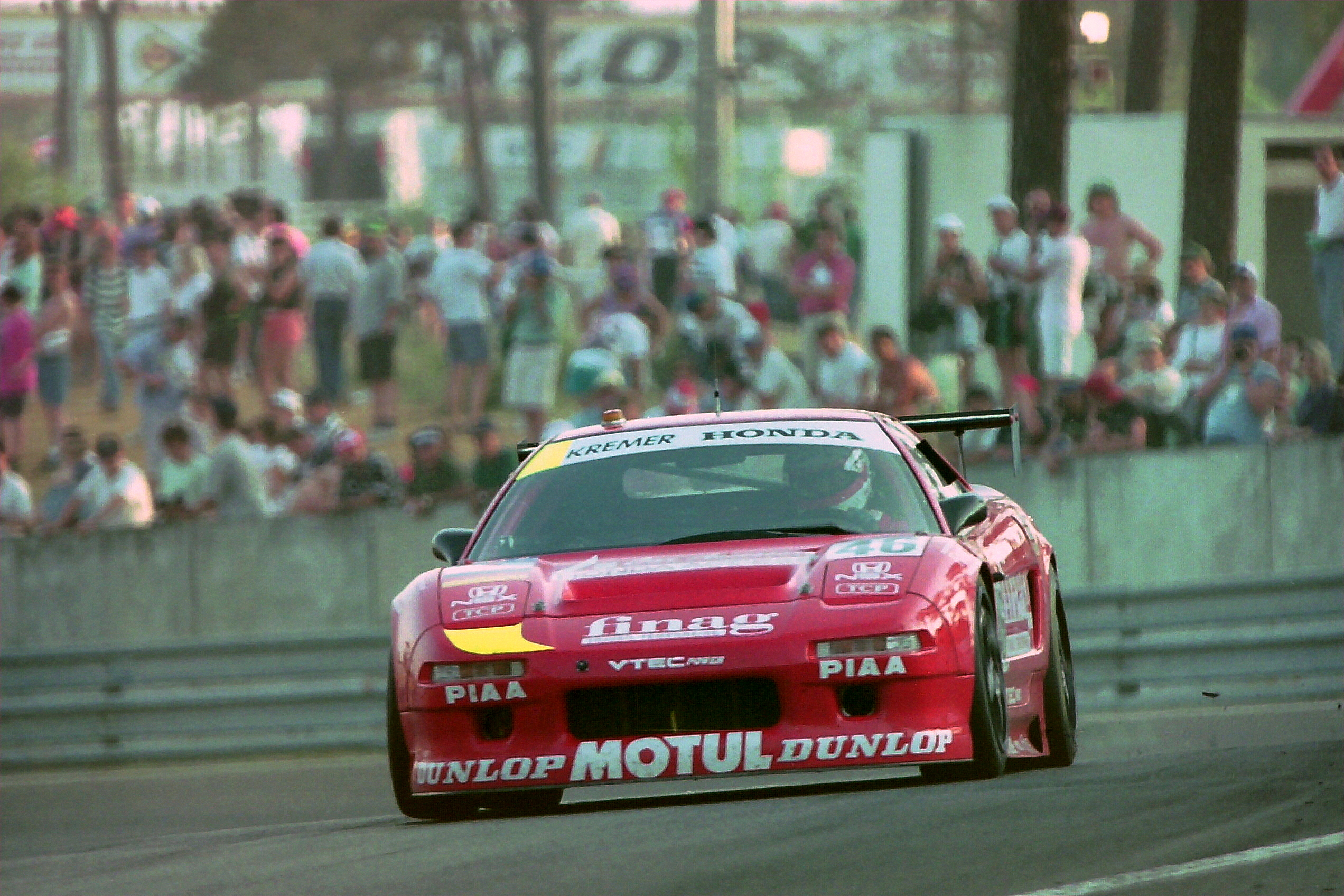
Der Honda NSX von Hideki Okada, Kazuo Shimizu und Philippe Favre beim 24-Stunden-Rennen von Le Mans 1994

Hideki Okada (jap. 岡田 秀樹, Okada Hideki; * 28. November 1958 in Okayama) ist ein ehemaliger japanischer Autorennfahrer.

## Karriere im Motorsport
Seine größten Erfolge feierte der Hideki Okada im Sportwagensport. 1988 sicherte er sich gemeinsam mit Stanley Dickens die Gesamtwertung der All Japan Sports Prototype Championship. 1987 wurde er Vizemeister in der japanischen Tourenwagen-Meisterschaft und beendete diese Rennserie 1993 als Gesamtdritter. Insgesamt feierte der Japaner sieben Gesamtsiege bei Sportwagenrennen und kam 15-mal aufs Podium der ersten Drei. Beim 24-Stunden-Rennen von Le Mans war er sechsmal am Start. Seine beste Platzierung war der 9. Gesamtrang 1988.
Im Monoposto war seine erfolgreichste Saison 1986, als er Fünfter in der japanischen Formel-3-Meisterschaft wurde.

## Statistik

### Le-Mans-Ergebnisse
| Jahr | Team                   | Fahrzeug       | Teamkollege         | Teamkollege         | Platzierung     | Ausfallgrund |
| ---- | ---------------------- | -------------- | ------------------- | ------------------- | --------------- | ------------ |
| 1987 | Kouros Sauber Mercedes | Sauber C9      | Henri Pescarolo     | Mike Thackwell      | Ausfall         | Unfall       |
| 1988 | Kenwood Kremer Racing  | Porsche 962C   | Kunimitsu Takahashi | Bruno Giacomelli    | Rang 9          |              |
| 1989 | Porsche Kremer Racing  | Porsche 962CK6 | George Fouché       | Masanori Sekiya     | Ausfall         | Motorschaden |
| 1990 | Porsche Kremer Racing  | Porsche 962CK6 | Kunimitsu Takahashi | Sarel van der Merwe | Rang 24         |              |
| 1994 | Honda Kremer Racing    | Honda NSX      | Philippe Favre      | Kazuo Shimizu       | Rang 16         |              |
| 1995 | Honda Motor Co.        | Honda NSX GT1  | Philippe Favre      | Naoki Hattori       | nicht klassiert |              |

### Einzelergebnisse in der Sportwagen-Weltmeisterschaft
| Saison | Team                            | Rennwagen             | 1   | 2   | 3   | 4   | 5   | 6   | 7   | 8   | 9   | 10  | 11  |
| ------ | ------------------------------- | --------------------- | --- | --- | --- | --- | --- | --- | --- | --- | --- | --- | --- |
| 1982   | Shop Fujiwara                   | Mazda RX-7            | MON | SIL | NÜR | LEM | SPA | MUG | FUJ | BRH |     |     |     |
| 1982   | Shop Fujiwara                   | Mazda RX-7            |     |     |     | DNF |     |     |     |     |     |     |     |
| 1983   | Yours Racing                    | Mazda RX-7            | MON | SIL | NÜR | LEM | SPA | FUJ | KYA |     |     |     |     |
| 1983   | Yours Racing                    | Mazda RX-7            |     |     | DNF |     |     |     |     |     |     |     |     |
| 1984   | Yours Racing                    | Mazda 727C            | MON | SIL | LEM | NÜR | BRH | MOS | SPA | IMO | FUJ | KYA | SAN |
| 1984   | Yours Racing                    | Mazda 727C            |     |     |     |     |     | 20  |     |     |     |     |     |
| 1985   | From A Racing                   | Porsche 956           | MUG | MON | SIL | LEM | HOK | MOS | SPA | BRH | FUJ | SEL |     |
| 1985   | From A Racing                   | Porsche 956           |     |     |     |     |     | DNF |     |     |     |     |     |
| 1986   | From A Racing                   | Porsche 956           | MON | SIL | LEM | NÜN | BRH | JER | NÜR | SPA | FUJ |     |     |
| 1986   | From A Racing                   | Porsche 956           |     |     |     |     |     | 21  |     |     |     |     |     |
| 1987   | Sauber Motorsport From A Racing | Sauber C9 Porsche 962 | JAR | JER | MON | SIL | LEM | NÜN | BRH | NÜR | SPA | FUJ |     |
| 1987   | Sauber Motorsport From A Racing | Sauber C9 Porsche 962 |     |     |     |     | DNF |     |     |     |     | 9   |     |
| 1988   | Kremer Racing From A Racing     | Porsche 962           | JER | JAR | MON | SIL | LEM | BRÜ | BRH | NÜR | SPA | FUJ | SAN |
| 1988   | Kremer Racing From A Racing     | Porsche 962           |     |     |     |     | 9   |     |     |     |     | 4   |     |
| 1989   | Kremer Racing                   | Porsche 962           | SUZ | DIJ | JAR | BRH | NÜR | DON | SPA | MEX |     |     |     |
| 1989   | Kremer Racing                   | Porsche 962           | 9   |     |     |     |     |     |     |     |     |     |     |
| 1990   | Kremer Racing                   | Porsche 962           | SUZ | MON | SIL | SPA | DIJ | NÜR | DON | MOT | MEX |     |     |
| 1990   | Kremer Racing                   | Porsche 962           | 13  |     |     |     |     |     |     |     |     |     |     |